# Sympycnus parvulus
Sympycnus parvulus är en tvåvingeart som beskrevs av Van Duzee 1930. Sympycnus parvulus ingår i släktet Sympycnus och familjen styltflugor. Inga underarter finns listade i Catalogue of Life.